# Druid Lake
Der Druid Lake, ursprünglich Lake Chapman, ist ein kleiner Stausee in der Stadt Baltimore im Bundesstaat Maryland in den Vereinigten Staaten. Das 1871 fertiggestellte Sperrwerk gilt als erster Erdschüttdamm über 100 Fuß (ca. 30 m) in den USA.

## Geschichte
Wie viele amerikanische Städte im späten 19. Jahrhundert war auch Baltimore so schnell gewachsen, dass die Wasserversorgung nicht mehr zuverlässig funktionierte. Zwei Trinkwasserspeicherseen außerhalb der Stadt halfen zwar die Kapazität zu vergrößern, verschmutzten aber durch das umliegenden Kulturland schnell bei starken Regenfälle. Die Stadtverwaltung beschloss deshalb für 300.000 US-Dollar den Bau eines Speichersees innerhalb der Stadt, in dem sich das Schlamm im verschmutzten Wasser absetzen konnte.
Der See wurde im erst 1860 eröffneten Druid Hill Park angelegt, einem der ältesten öffentlichen Landschaftsparks in den USA. Dampfbagger bewegten 380.000 m³ Erdreich für den Bau des Damms, der aus einem wasserdichten Lehmkern mit beidseitigen Erdschüttungen besteht.
Während des Baus des Damms wurde der See nach John Lee Chapman (1811–1880), dem damaligen Bürgermeister und Vorsteher der Wasserwerke benannt. Nachdem der Anhänger der National Union Party aus der Stadtregierung ausgeschieden war, beschlossen die Demokraten die heutige Bezeichnung Druid Lake für den See zu verwenden.
Der Staudamm wurde 1971 von der American Society of Civil Engineers, der amerikanischen Vereinigung der Bauingenieure, als historisches Ingenieurbauwerk von nationaler Bedeutung ausgezeichnet.